# Alberto Nessi
Alberto Nessi, född 19 november 1940, schweizisk, italienskspråkig författare.
Nessi är en av de främsta nu levande schweiziska författarna. Han är framför allt en mycket betydande lyriker, men har även författat essäer och längre prosaverk.